# Maintalbrücke Nantenbach
Die Maintalbrücke Nantenbach  ist eine 694,5 m lange Eisenbahnbrücke der Nantenbacher Kurve, die die Main-Spessart-Bahn mit der Schnellfahrstrecke Hannover–Würzburg verbindet. Die Brücke liegt bei Neuendorf und überspannt den Main sowie die Bundesstraße 26. Westlich des Bauwerks schließt sich, über eine Rampe, die Einfädelung der Verbindungskurve in die Main-Spessart-Bahn an, östlich der Schönraintunnel.
Mit einer maximalen Stützweite von 208 m ist sie die weitestgespannte Eisenbahnbalkenbrücke Deutschlands. Als Rekordhalterin weltweit wurde sie 2015 von dem AVE-Viadukt über den Río Ulla in Spanien abgelöst. Die insgesamt 694,5 m lange zweigleisige Eisenbahnüberführung hat eine 14,3 m breite Fahrbahnplatte und besteht aus zwei Brücken, die durch eine Dehnfuge, zwischen einem 3,1 m langen Gruppenpfeiler liegend, getrennt sind.

## Geschichte

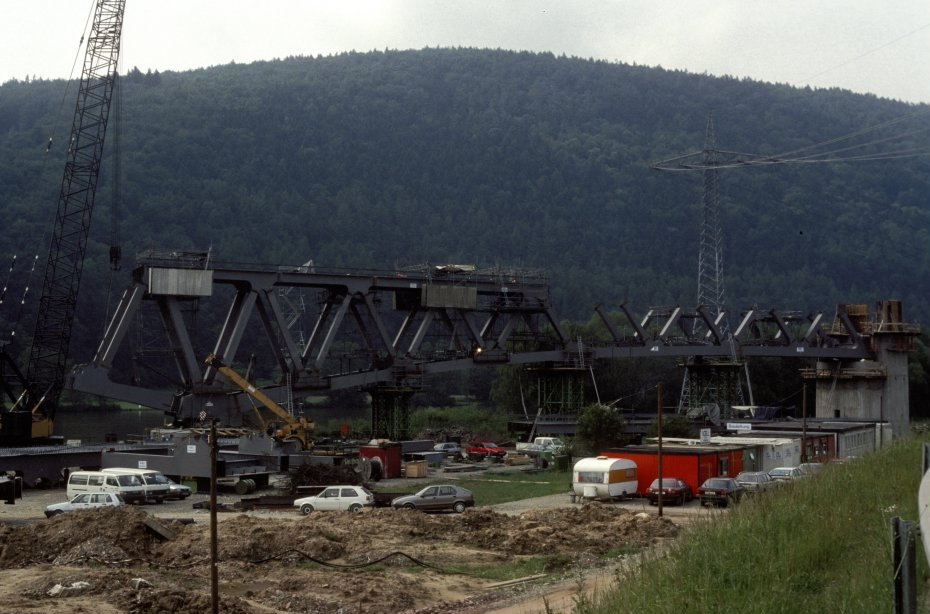
Bauarbeiten

Der Auftrag zur Errichtung des Bauwerks wurde Ende 1990 vergeben. Die Bauarbeiten begannen im März 1991 und endeten (Planungsstand: Juli 1993) im Herbst 1993. Die Brücke wurde zusammen mit der Verbindungskurve im Sommer 1994 in Betrieb genommen. Die Kosten lagen bei rund 60 Mio. D-Mark (zirka 31 Millionen Euro).
Ab 1985 versuchte eine Bürgerinitiative, den Bau der Brücke zu verhindern. Die Gegner befürchteten massive und irreparable Eingriffe in die Natur.

## Aufbau
Die Trasse verläuft in einem Bogenradius von 2650 m. Die Gradiente steigt Richtung Würzburg mit 12,5 Promille an. Das Bauwerk gliedert sich in eine Strom- und eine Vorlandbrücke.

### Vorlandbrücke

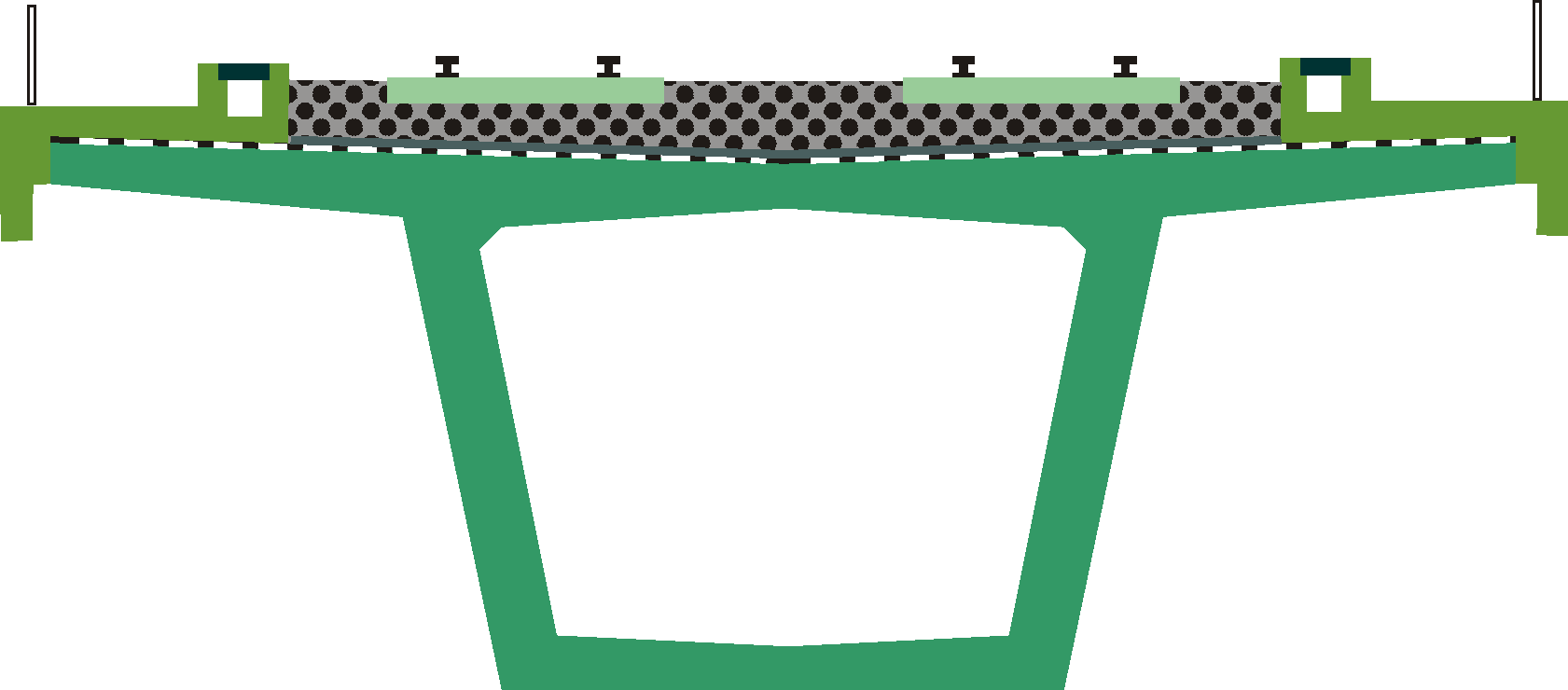
Querschnitt des Überbaus der Vorlandbrücke

Die nördliche Vorlandbrücke ist eine Spannbetonbrücke mit sechs Feldern. Der Durchlaufträger mit Stützweiten von 45,5 m, 60,0 m, 60 m,53,0 m und 45,5 m weist eine Gesamtstützweite von 317,0 m auf. Die Querschnittsform ist ein einzelliger 4,0 m hoher Stahlbetonhohlkasten mit geneigten Stegen, in Längsrichtung vorgespannt. Zusätzlich ist die Fahrbahnplatte in Querrichtung vorgespannt. Gebaut wurde die Vorlandbrücke im Taktschiebeverfahren. Festpunkt der Brücke ist das Widerlager Aschaffenburg.
Die Widerlager wurden mit Buntsandstein verkleidet, um den optischen Eingriff in die Landschaft zu dämpfen.

### Strombrücke

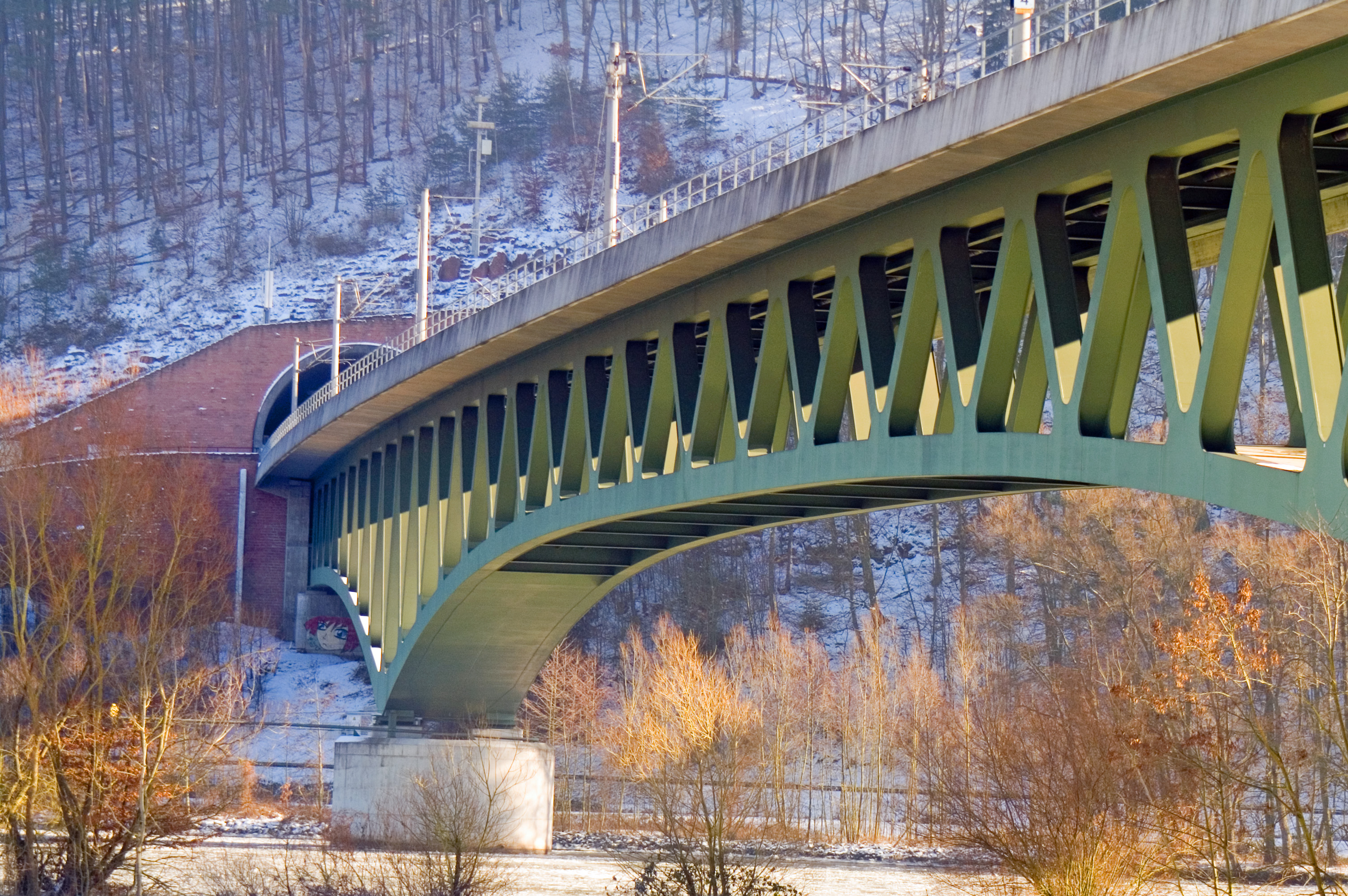
Schönrain-Tunnel

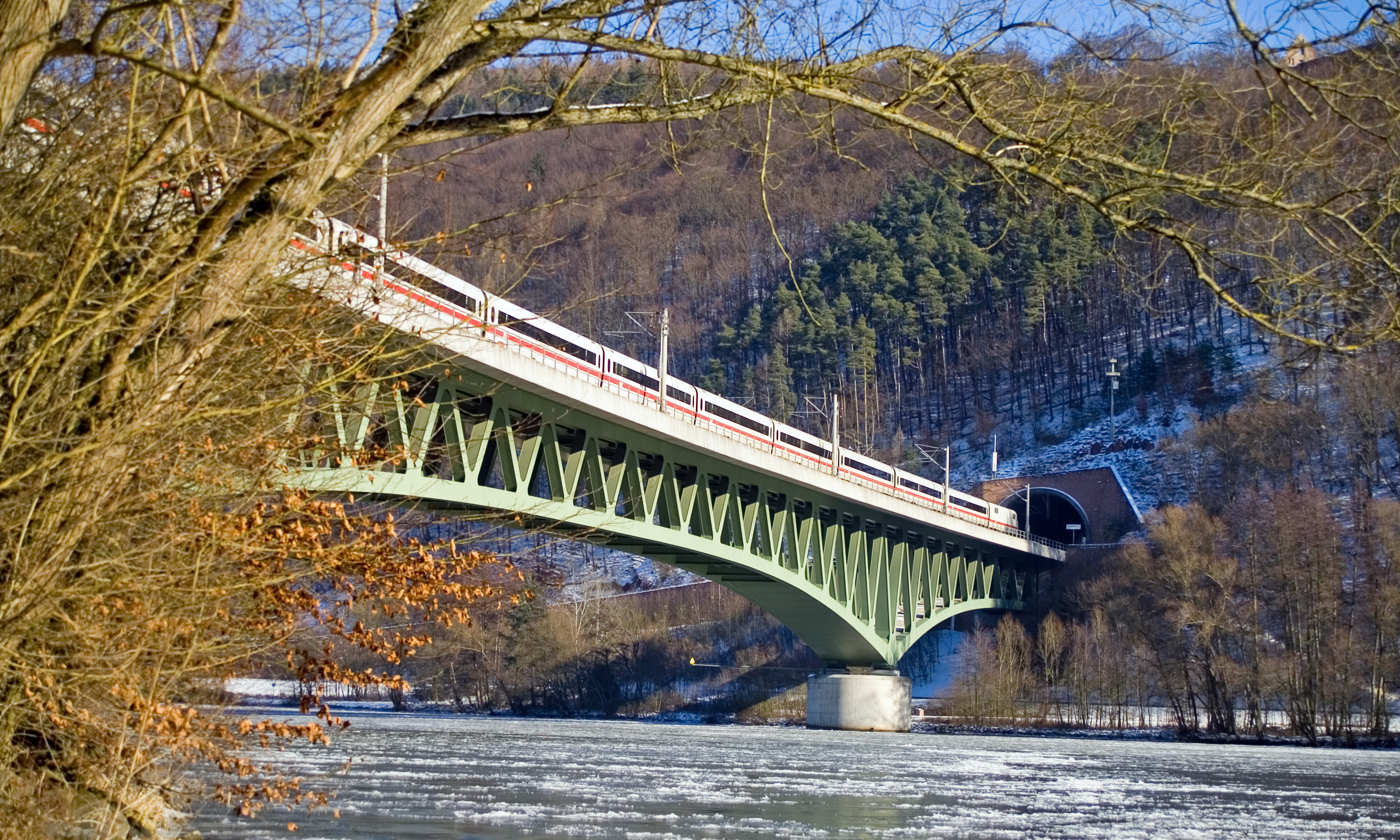
ICE Richtung Würzburg

Die 374,40 m lange Strombrücke ist eine dreifeldrige gevoutete Stahlfachwerkverbundbrücke. Die Stützweiten betragen 83,2 m + 208,0 m + 83,2 m, was eine Gesamtlänge von 374,4 m ergibt. Die Höhe des Überbaus beträgt in Brückenmitte und an den Brückenenden 7,66 m und über den runden Stahlbetonmittelpfeilern 15,66 m. Aufgrund der hohen Druckkräfte auf der Brückenunterseite wurde im Bereich der Mittelpfeiler der 6,8 m breite Fachwerkträger unten durch eine Stahlverbundplatte verstärkt. Festpunkt der Brücke ist der westliche Strompfeiler. Schienenauszüge sind am Widerlager Würzburg und am Trennpfeiler angeordnet.
Die doppelte Verbundbauweise wurde gewählt, da die so minimierte Bauhöhe das Maintal am wenigsten optisch beeinträchtigte und gleichzeitig die Anforderungen der Wasserstraßenverwaltung (insbesondere eine notwendige Durchfahrtshöhe von 6,40 m bei maximal schiffbarem Wasserstand) erfüllte. Die bis zu 14 m hohe Stahlbetonpfeiler sind auf Betonbohrpfählen mit 1,50 m Durchmesser, bis 12 m tief im Buntsandstein, gegründet.
Die Fachwerkmontage der Seitenfelder Brücke erfolgte durch abschnittsweisen Zusammenbau mit Hilfsunterstützungen. Bei dem  Hauptfeld wurden zuerst 32 m lange Kragarme im Freivorbau montiert. Anschließend wurde das 144 m lange und 1600 t schwere Mittelstück eingeschwommen und eingehoben. Die Ortbetonplatte wurde mit einem Schalwagen nachträglich ergänzt.

## Wissenswert
Das Modell der Maintalbrücke Nantenbach, mit dem die Projektplaner die endgültige Bauform der Brücke auswählten, befindet sich im Besitz des Deutschen Museums München und ist dort in der Dauerausstellung zu sehen.